# NGC 3645
NGC 3645 este o galaxie situată în constelația Leul. A fost descoperită în  de către .